# Margherita Carosio
Margherita Carosio (Genova, 7 giugno 1908 – Genova, 8 gennaio 2005) è stata un soprano e attrice italiana.

## Biografia
Figlia del compositore e maestro di canto Natale, che considerava il suo mentore, che la guidò negli studi musicali e la lanciò nella carriera concertistica, apparve in pubblico alla precoce età di 14 anni, conseguendo due anni più tardi il diploma di magistero con abilitazione all'insegnamento del canto.
Nel 1924, all'età di 16 anni, debuttò nell'opera a Novi Ligure come protagonista di Lucia di Lammermoor. Nel 1928, a 19 anni, grazie anche alla raccomandazione del soprano irlandese Margaret Sheridan, fu Musetta ne La bohème e Feodor in Boris Godunov alla Royal Opera House di Londra, dove ritornò solo dopo la fine della seconda guerra mondiale.
Divenne rapidamente famosa in Italia, esibendosi in tutti i principali teatri in ruoli di soprano di coloratura: Amina, Norina, Konstanze, Oscar, ruolo con cui esordì al Teatro alla Scala nel 1929. Alla Scala si esibì con successo in diversi ruoli, ma il suo cavallo di battaglia fu Rosina ne Il barbiere di Siviglia. 
Interpretò inoltre parti più desuete, come Zerlina in Fra Diavolo, la regina di Shemakhan in Il gallo d'oro, Volkhova in Sadko, il ruolo di protagonista in Le rossignol di Stravinskij, Aminta nella prima esecuzione italiana de La donna silenziosa, Egloge nel Nerone mascagnano.
Più avanti nella carriera si cimentò in ruoli lirici più spinti, fra i quali Mimì e Violetta. Nel 1946, in tournée col Teatro San Carlo di Napoli, ritornò a Londra interpretando La traviata e L'elisir d'amore, eseguito poi anche alla Scala e inciso per la EMI. Nel 1949, sempre alla Scala, fu protagonista de La bohème con la direzione di Victor De Sabata (di cui esiste una ristretta selezione dal vivo) e nel 1954 interpretò la parte principale in Amelia al ballo, che registrò poi su disco.
Fin dagli anni '30 iniziò anche una piccola carriera cinematografica, in film musicali o dove la musica era una componente principale. Tra questi Regina della scala (1936) di Camillo Mastrocinque, Angeli sulla terra (1942), dove interpreta la parte del soprano Adelina Patti, L'elisir d'amore (1946) di Mario Costa. Collaborò inoltre, sempre come cantante, ad alcuni film non di genere musicale; ad esempio al drammatico Ripudiata (1954) di Giorgio Walter Chili, in cui doppia nelle scene di canto la protagonista Hélène Rémy.
Si ritirò dai palcoscenici nel 1959 e nei successivi quarant'anni fu giornalista e critica musicale. Morì a Genova a 96 anni. La sua voce ci è stata tramandata in numerose registrazioni realizzate prima e dopo l'avvento del microsolco.

## Repertorio

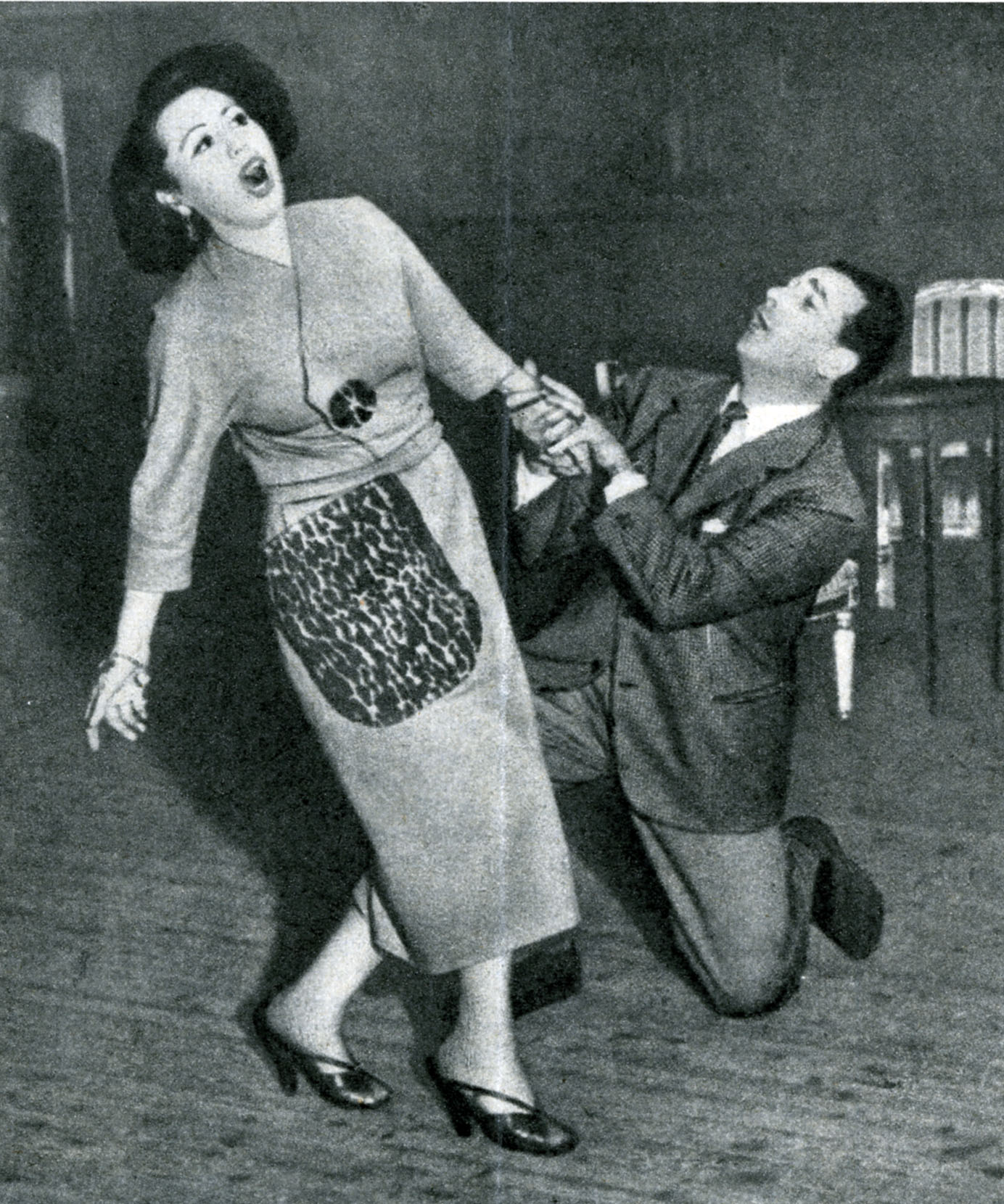
Margherita Carosio e Giacinto Prandelli durante le prove di Amelia al ballo 1956

| Ruolo                  | Titolo                  | Autore           |
| ---------------------- | ----------------------- | ---------------- |
| Zerlina                | Fra Diavolo             | Auber            |
| Amina                  | La sonnambula           | Bellini          |
| Elvira                 | I puritani              | Bellini          |
| Léïla                  | I pescatori di perle    | Bizet            |
| Lakmé                  | Lakmé                   | Delibes          |
| Adina                  | L'elisir d'amore        | Donizetti        |
| Lucia Ashton           | Lucia di Lammermoor     | Donizetti        |
| Linda                  | Linda di Chamounix      | Donizetti        |
| Norina                 | Don Pasquale            | Donizetti        |
| Eugenia                | Il filosofo di campagna | Galuppi          |
| Rosalina               | Il re                   | Giordano         |
| Gretel                 | Hänsel e Gretel         | Humperdinck      |
| Lodoletta              | Lodoletta               | Mascagni         |
| Egloge                 | Nerone                  | Mascagni         |
| Manon Lescaut          | Manon                   | Massenet         |
| Amelia                 | Amelia al ballo         | Menotti          |
| Costanza               | Il ratto dal serraglio  | Mozart           |
| Fëdor                  | Boris Godunov           | Musorgskij       |
| Cavaliere Armidoro     | La buona figliuola      | Piccinni         |
| Mimì Musetta           | La bohème               | Puccini          |
| Rautendelein           | La campana sommersa     | Respighi         |
| La Regina di Shemakhan | Il gallo d'oro          | Rimskij-Korsakov |
| Volkhova               | Sadko                   | Rimskij-Korsakov |
| Rosina                 | Il barbiere di Siviglia | Rossini          |
| Aminta                 | La donna silenziosa     | Strauss          |
| L'usignolo             | L'usignolo              | Stravinskij      |
| Philine                | Mignon                  | Thomas           |
| Gilda                  | Rigoletto               | Verdi            |
| Violetta Valéry        | La traviata             | Verdi            |
| Oscar                  | Un ballo in maschera    | Verdi            |
| Colombina              | Le donne curiose        | Wolf-Ferrari     |
| Gasparina              | Il campiello            | Wolf-Ferrari     |